# درخت چنار کهنسال اسکو

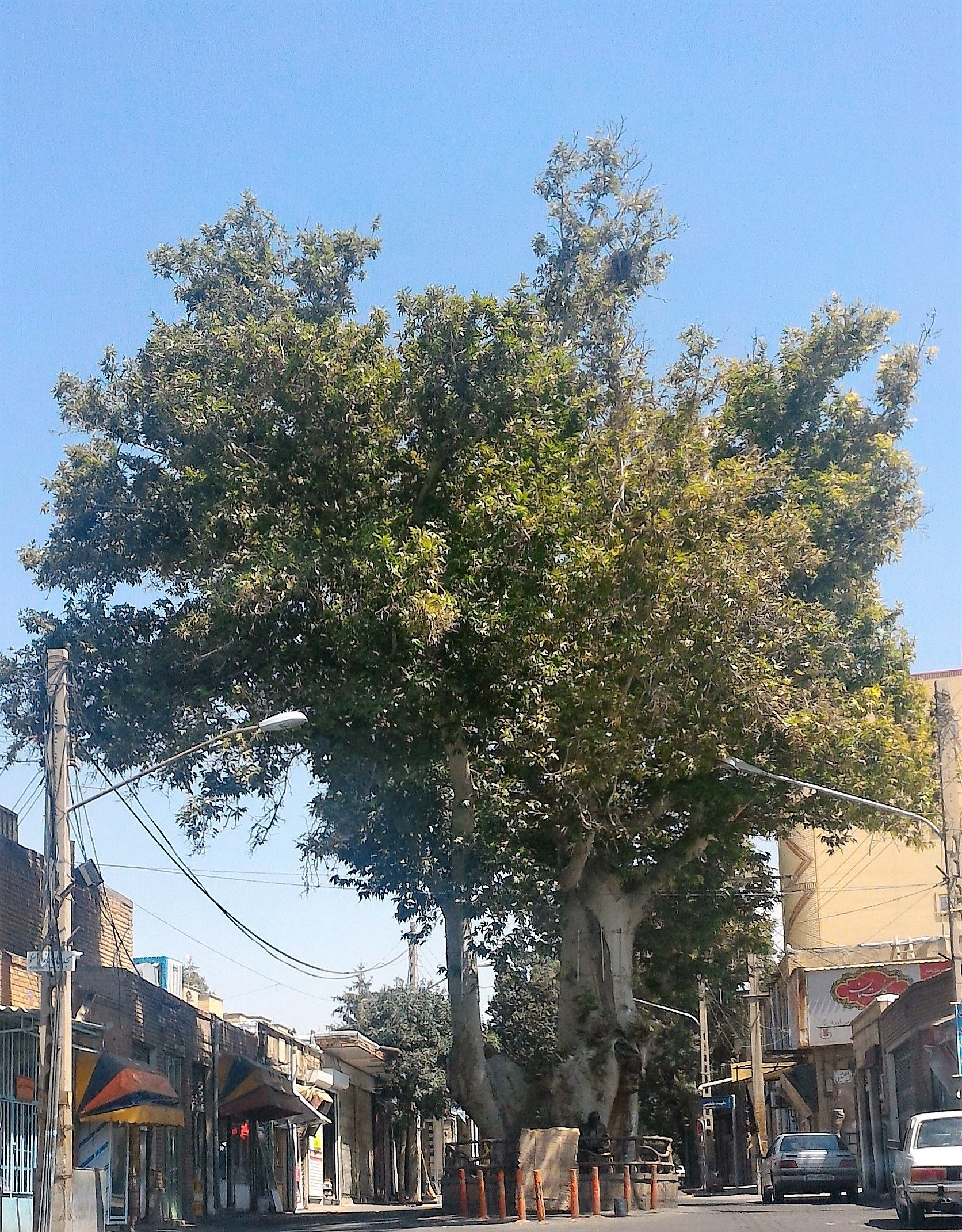
درخت چنار ۱۲۰۰ ساله در اسکو.

درخت چنار کهنسال اسکو، یک درخت چنار کهنسال در شهر اسکو در استان آذربایجان شرقی است. درخت چنار اسکو بر اساس گمانه زنی صورت گرفته بر تنه درخت و طبق نظر کارشناسان، دارای قدمتی ۱۲۰۰ ساله است، که جزو قدیمی‌ترین درختان چنار کهنسال کشور محسوب می‌گردد. این درخت در حال حاضر در بخش مرکزی شهر اسکو و در وسط سبزه میدانِ این شهر واقع شده است. این درخت به عنوان یکی از مهم‌ترین ذخایر ژنتیکی گیاهی کشور مطرح است. این درخت در ۸ بهمن ۱۳۹۰ در فهرست میراث طبیعی ایران به شماره ۱۲۵ ثبت شده است.

## ویژگی‌ها

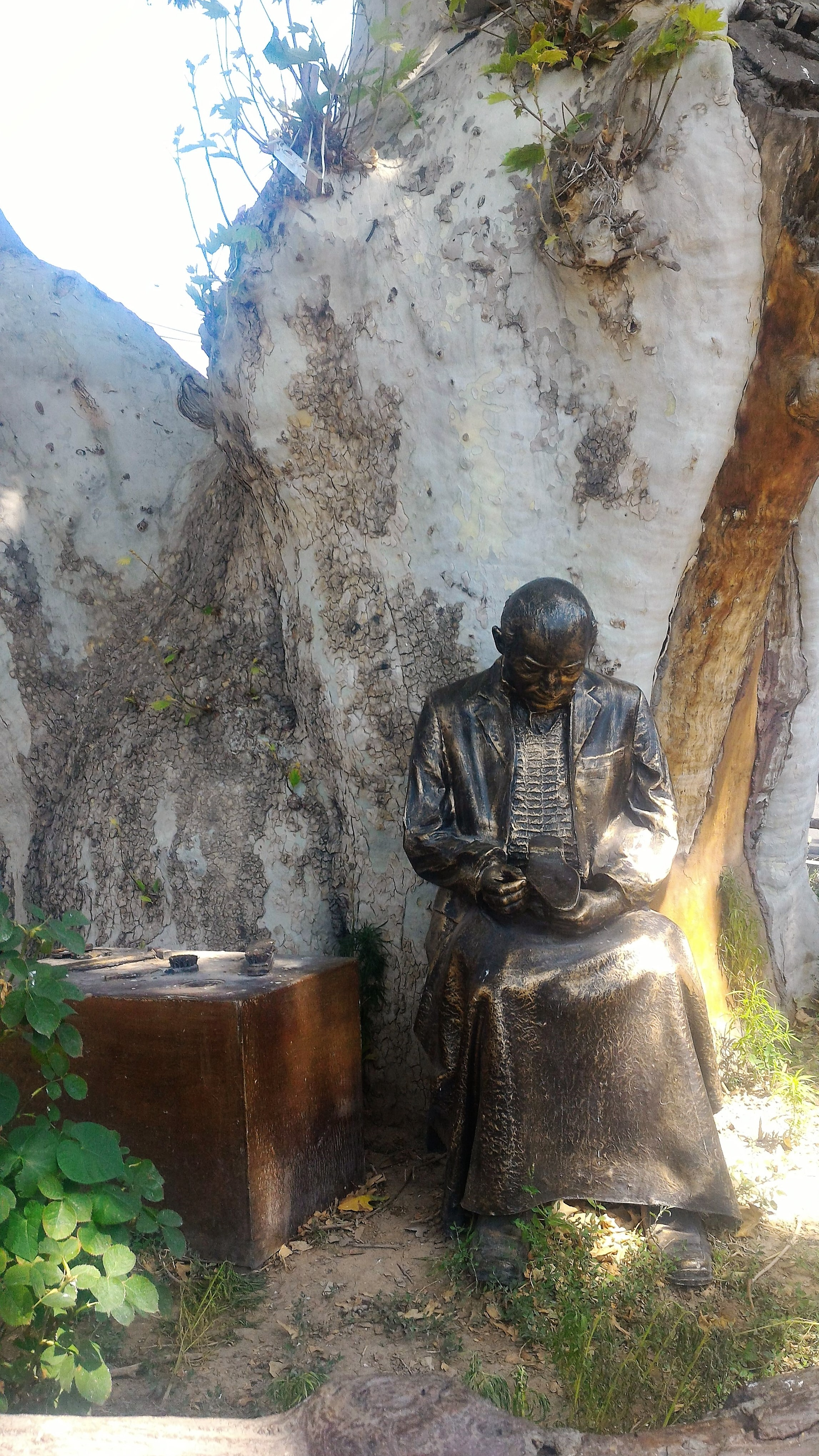
تندیس مرد پینه دوز در کنار درخت چنار ۱۲۰۰ سالهٔ اسکو.

درخت چنار اسکو از دو سمت شمال و جنوب به ابنیه تجاری شهر محدود گشته است که در فاصله ۶ متری از آن قرار گرفته اند. همچنین این درخت در میانه خیابان شرقی-غربی شهر قرار گرفته که احتمالاً میدان این قسمت از شهر به سبب اهمیت وجود درخت کهنسال در این قسمت، به «سبزه میدان» معروف گشته است. قطر شرقی-غربی این درخت ۱۹۰ سانتیمتر و قطر شمالی-جنوبی آن در حدود ۳۴۰ سانتیمتر است. محیط تنه درخت در ارتفاع ۱۵۰ سانتیمتری حدود ۹٬۵ متر است. درخت مذکور از دو سمت جنوبی و شرقی و به ویژه در بخش شرقی، دچار پوسیدگی شدید شده است، به طوریکه این قسمت از درخت از درون تهی گشته و پیش از اقدامات حفاظتی شهرداری توسط تخریبات انسانی به کفاش خانه ای مبدل گشته بود که در چند سال اخیر این قسمت و بخش پوسیده دیگر در سمت جنوبی با اقدامات حفاظتی شهرداری با مصالحی چون سیمان پرگشته و راه ورودی به بخش‌های آسیب دیده به طور کامل مسدود گشته است. در حال حاضر تندیس مرد پینه دوز به صورت نمادین در محل سابق خود نصب شده است. بخش آسیب دیده درخت در سمت شرقی از ابعادی در حدود ۱۵۰ در ۲۲۰ سانتیمتر و ابعاد پوسیدگی بخش جنوبی آن در حدود ۸۰ در ۱۴۰ سانتیمتر می باشد که اکنون درون آن جهت حفاظت پُر شده است.
قطر این درخت در جایی که با زمین در تماس است به اندازه ۳٬۴۰ متر و ارتفاع آن در حدود ۱۸ متر است. طی گذشت زمان، برخی شاخه‌های فوقانی این درخت در اثر تخریبات انسانی بریده شده است. ابعاد تاج این درخت ۱۹ متر شمالی-جنوبی در ۲۰ متر شرقی- غربی است. محوطه ای که این درخت کهنسال در آن قرار گرفته، در حدود ۳۵ متر مربع است که به عنوان نمادی از قدمت شهر در میانه سبزه میدان و ۲۵ متری جنوب شرق مسجد جامع اسکو قرار گرفته است. آبشخور این درخت، چشمهٔ «چنار سویی» بود که از زیر این درخت عبور کرده و از حمام تاریخی بهادری بیرون می‌آمد.